# Marnes
Marnes ist eine französische Gemeinde mit 220 Einwohnern (Stand: 1. Januar 2022) im Département Deux-Sèvres in der Region Nouvelle-Aquitaine. Sie gehört zum Arrondissement Bressuire und zum Kanton Le Val de Thouet. 

## Lage
Die Gemeinde Marnes liegt etwa 36 Kilometer östlich von Bressuire und etwa 28 Kilometer nordöstlich von Parthenay am Fluss Dive. Umgeben wird Marnes von den Nachbargemeinden Moncontour im Norden und Nordosten, Saint-Jean-de-Sauves im Osten, La Grimaudière im Südosten und Süden, Airvault im Südwesten und SWsten sowie Saint-Jouin-de-Marnes im Westen.

## Bevölkerungsentwicklung
| Jahr                       | 1962 | 1968 | 1975 | 1982 | 1990 | 1999 | 2006 | 2019 |
| Einwohner                  | 417  | 419  | 325  | 311  | 269  | 255  | 230  | 236  |
| Quellen: Cassini und INSEE |      |      |      |      |      |      |      |      |

## Sehenswürdigkeiten
- Kirche Saint-Jean, seit 1862 Monument historique

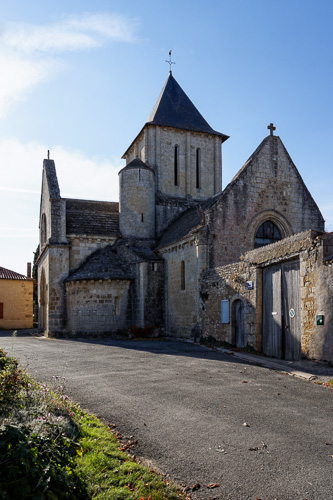
Kirche Saint-Jean